# Haplothrix blairi
Haplothrix blairi là một loài bọ cánh cứng trong họ Cerambycidae.